# Søren Strømberg
Søren Birger Strømberg (* 27. November 1944 in Frederiksberg; † 9. Mai 2001 in Kopenhagen) war ein dänischer Schauspieler.

## Leben
Søren Strømberg war zunächst als Kaufmann tätig. Nach seiner Schauspielausbildung debütierte er am Det Ny-Theater. Er stand auch am Königlichen Theater Kopenhagen, am Aarhus Teater, am Odense Teater und am Folketeatret als Darsteller auf der Bühne. Er arbeitete dabei auch mit Regisseuren wie Stig Lommer zusammen.
Von 1964 bis 1983 wirkte er als Schauspieler vor der Kamera in mehr als 50 Film-und-Fernsehproduktionen mit. Oftmals war er dabei in Nebenrollen besetzt. So war er auch in der Serie Oh, diese Mieter! und im vierten sowie elften Teil der Olsenbande-Reihe zu sehen.
Mitte der 1980er-Jahre zog er sich komplett aus der Filmbranche zurück. Danach war er bis zu seinem Tod u. a. als Taxifahrer, Jazzmusiker und Gastwirt tätig.
Søren Strømberg starb am 9. Mai 2001 im Alter von 56 Jahren an einer Krebserkrankung im Rigshospitalet in Kopenhagen. Seine Grabstätte befindet sich auf dem Friedhof in Sollerod.

## Filmografie (Auswahl)
- 1966: Die Strandbiene (Gift)
- 1969: Beichte eines Porno-Mädchens (Sonja - 16 år)
- 1970: Why?
- 1970: Mazurka im Bett (Mazurka pa serge eknetn)
- 1971: Mutti, Mutti, er hat doch gebohrt (Tandlæge på sengekanten)
- 1972: Studentenfutter (Rektor på sengekanten)
- 1972: Die Olsenbande und ihr großer Coup (Olsen-bandens store kup)
- 1973: Oh, diese Mieter! (Huset på Christianshavn, Fernsehserie)
- 1975: Danish Bedside
- 1976: Deine Frau betrügt uns (Hopla på sengekanten)
- 1979: Die Olsenbande ergibt sich nie (Olsen-banden overgiver sig aldrig)